# Necromys
Necromys is een geslacht van zoogdieren uit de familie van de Cricetidae. De wetenschappelijke naam van het geslacht werd in 1889 gepubliceerd door Florentino Ameghino.

## Soorten
Er worden 8 soorten in dit geslacht geplaatst:
- Necromys amoenus (O. Thomas, 1900)
- Necromys lactens (O. Thomas, 1918)
- Necromys lasiurus (P. W. Lund, 1838)
- Necromys lenguarum (O. Thomas, 1898)
- Necromys lilloi Jayat, D'Elía, P. E. Ortiz, & Teta, 2016
- Necromys obscurus (G. R. Waterhouse, 1837)
- Necromys punctulatus (O. Thomas, 1894)
- Necromys urichi (J. A. Allen & F. M. Chapman, 1897)

Akodon · Bibimys · Blarinomys · Brucepattersonius · Castoria · Dankomys† · Deltamys · Gyldenstolpia · Juscelinomys · Kunsia · Lenoxus · Necromys · Oxymycterus · Podoxymys · Scapteromys · Thalpomys · Thaptomys